# Mastník
Mastník är en ort i Tjeckien.   Den ligger i regionen Vysočina, i den centrala delen av landet, 140 km sydost om huvudstaden Prag. Mastník ligger 511 meter över havet och antalet invånare är 216.
Terrängen runt Mastník är huvudsakligen platt, men västerut är den kuperad. Terrängen runt Mastník sluttar österut. Runt Mastník är det ganska glesbefolkat, med 50 invånare per kvadratkilometer. Närmaste större samhälle är Třebíč, 5,5 km nordost om Mastník. Trakten runt Mastník består till största delen av jordbruksmark.